# Sint-Katelijnestraat 11

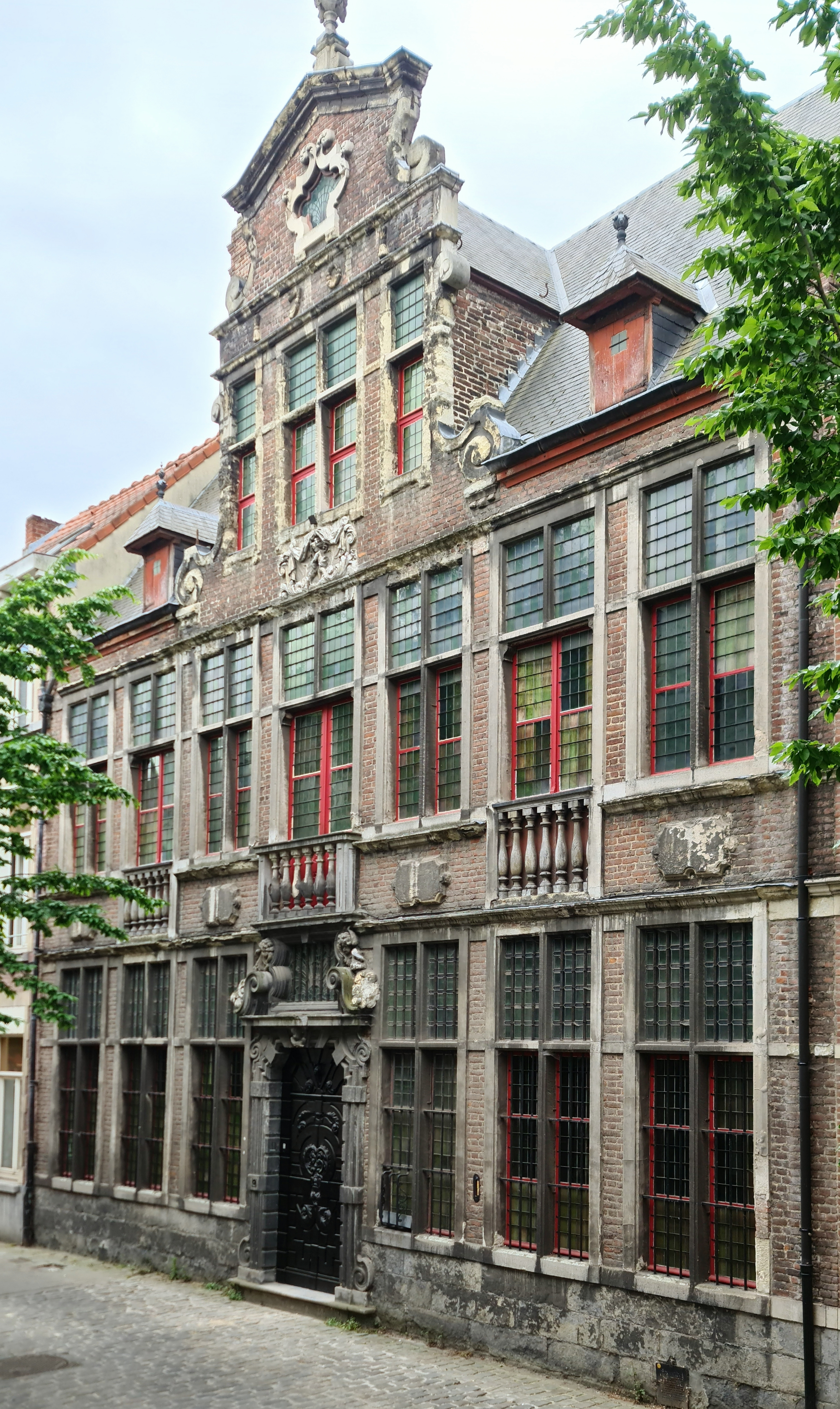
Sint-Katelijnestraat 11 in Gent

Das als Huis de Pelikaan bezeichnete Genter Herrenhaus in der Sint-Katelijnestraat 11 ist ein im Jahr 1701 errichteter Bau des flämischen Barocks. Das im Genter Altstadtviertel Waterwijk befindliche Gebäude steht unter Denkmalschutz.

## Geschichte
Das Huis de Pelikaan wurde 1701 durch Johannes Bellemans errichtet und bis 1793 von Ordensangehörigen der Unbeschuhten Karmeliten bewohnt. Anschließend diente es bis 1810 als französische Kaserne. In diesem Jahr wurde es vom Kurator Pieter Van Huffel zur Einrichtung des Sitzes der Monuments Commission und für ein Museum erworben.

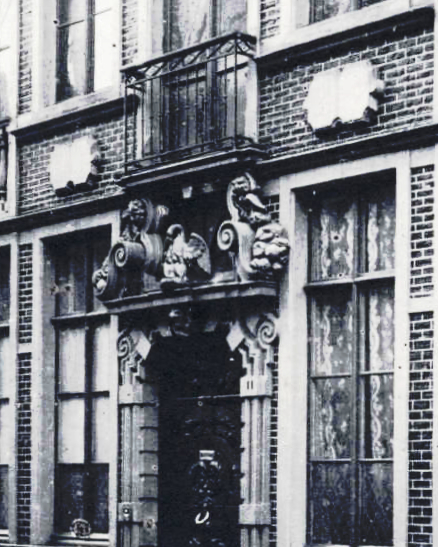
Foto von 1926 mit dem namensgebenden Pelikan im Portal-Oberlicht

Die Stadt Gent erwarb 1916 das Herrenhaus und ließ es nach einem Entwurf des Architekten Frans van Hove restaurieren. Der ursprünglich eingeschossige rechte Anbau wurde 1936 erhöht und an das Hauptgebäude angepasst. Den urkundlich erst 1903 bezeugten Hausnamen hat das Baudenkmal von der seit dem 19. Jahrhundert im Oberlicht des Portals stehenden Pelikanfigur unbekannten Ursprungs. Seit dem Jahr 1935 ist sie verschwunden.

## Beschreibung

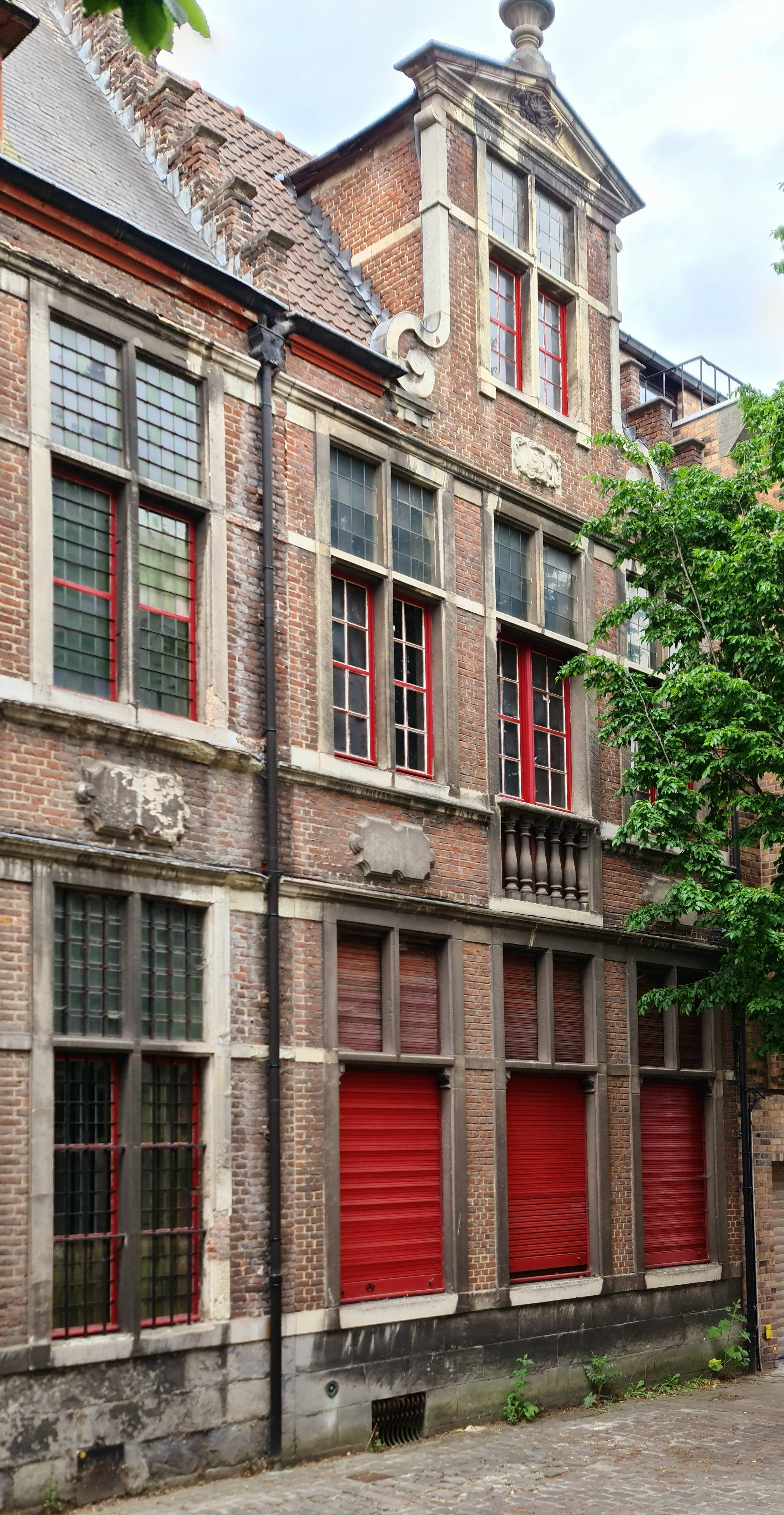
Der 1936 angepasste Anbau

Das Herrenhaus hat eine straßenseitige Fassade mit 10 Fensterachsen ― wovon drei auf den Anbau fallen – und einen großen Giebel, der in der Mitte des Hauptgebäudes über dem reichverzierten Portal sitzt, sowie einen kleinen gaubenartigen Ziergiebel. Zwischen den Erdgeschoss- und Obergeschossfenstern hat der Bau als weitere prägende Fassadenverzierung Balusterreihen, wobei die mittlere über dem Portal als schwach heraustretender Balkon ausgebildet ist.